# Liste der Könige von Burundi
Diese Liste erwähnt die Könige des Königreiches Burundi von 1680 bis 1966:
- Ntare III. Rushatsi: ca. 1680–ca. 1709
- Mwezi III. Ndagushimiye: ca. 1709–ca. 1739
- Mutaga III. Senyamwiza: ca. 1739–ca. 1767
- Mwambutsa III. Syarushambo Butama: ca. 1767–ca. 1796
- Ntare IV. Rugamba: ca. 1796–ca. 1850
- Mwezi IV. Gisabo: ca. 1850–21. August 1908
- Mutaga IV. Mbikije: 1908–30. November 1915
- Mwambutsa IV. Bangiriceng: 16. Dezember 1915–8. Juli 1966
- Ntare V. Ndizeye: 1. September–28. November 1966

## Weblink
- Liste der Herrscher und Präsidenten Burundis